# Colobostema diversum
Colobostema diversum är en tvåvingeart som beskrevs av Cook 1971. Colobostema diversum ingår i släktet Colobostema och familjen dyngmyggor. Inga underarter finns listade i Catalogue of Life.